# Длиннокрылые попугаи
Длиннокрылые попугаи (лат. Poicephalus) — род птиц семейства попугаевых, насчитывающий 10 видов. Представители рода обитают в Африке. Всеядны.

## Виды
Международный союз орнитологов относит к роду 10 видов:
- Poicephalus crassus
- Poicephalus cryptoxanthus
- Poicephalus flavifrons
- Poicephalus fuscicollis
- Poicephalus gulielmi
- Poicephalus meyeri
- Poicephalus robustus
- Poicephalus rueppellii
- Poicephalus rufiventris
- Poicephalus senegalus